# 東山郵便局 (京都府)
東山郵便局（ひがしやまゆうびんきょく）は、京都府京都市東山区にある郵便局。民営化前の分類では集配普通郵便局であった。

## 概要
住所：〒605-8799 京都府京都市東山区大和大路五条下る石垣町西側42

## 沿革
- 1958年（昭和33年）4月 - 局舎新築落成。
- 1968年（昭和43年）9月1日 - 電話通話事務および和文電報受付事務を開始[1]。
- 1978年（昭和53年）9月 - 局舎新築落成。
- 1998年（平成10年）9月1日 - 外国通貨の両替および旅行小切手の売買に関する業務取扱を開始。
- 2007年（平成19年）10月1日 - 民営化に伴い、併設された郵便事業東山支店に一部業務を移管。
- 2012年（平成24年）10月1日 - 日本郵便株式会社の発足に伴い、郵便事業東山支店を東山郵便局に統合。

## 取扱内容
- 郵便、印紙、ゆうパック、内容証明
- 貯金、為替、振替、振込、国際送金、外貨両替・トラベラーズチェック、国債、投資信託
- 生命保険、バイク自賠責保険、自動車保険
- 地方公共団体事務（京都市地下鉄バス利用券の交付）
- ゆうちょ銀行ATM
- 「605-00xx」「605-08xx」「605-09xx」区域（京都市東山区内）の集配業務
- ゆうゆう窓口

## 周辺
- 鴨川、五条大橋
- 六波羅蜜寺
- 河井寛次郎記念館

## アクセス
- 京阪本線 清水五条駅から五条通を東へ徒歩約5分
- 京都市バス、京阪バス 五条大和大路停留所下車
- 名神高速道路 京都南ICから北東へ、もしくは京都東ICから西へそれぞれ約6km
- 京都縦貫自動車道 沓掛ICから東へ約12km
- 阪神高速8号京都線 上鳥羽出入口から北へ約4.5km
- 国道1号（五条通）沿い
- 駐車場あり：11台